# Начо Начев (кмет)
Вижте пояснителната страница за други личности с името Начо Начев.
Начо Димитров Начев е български юрист и политик.

## Биография
Роден е през 1882 г. в Стара Загора. Първоначално учи в местното училище, а за средното си образование отива в Одрин. След това получава юридическо образование в Лвов. През 1909 г. се установява в Стара Загора като адвокат и членува в Либералната партия – радослависти. В периода 1920-те – 1940-те години е член на Адвокатския съвет към Адвокатската колегия в града. Заема позициите на секретар и подпредседател. Избиран е за общински съветник и народен представител в XVI и XVII обикновено народно събрание.
В периода декември 1936 – юни 1938 г. е кмет на Стара Загора. Със заем от фонд „Обществени осигуровки“ успява да продължи работата по благоустрояването на Стара Загора – разширяват се канализацията и водопроводът, павирани са улици. Подпомагани са бедни семейства и благотворителната дейност на Дружество „Добрий Самарянин“. Открит е първият летен детски театър с басейн в центъра на града и започва изграждането на Парк на спорта в квартал „Разсадна градина“. През декември 1937 г. е открита общинска аптека в Стара Загора. След края на мандата си отново е адвокат.
Умира през 1966 г. в Стара Загора.